# Genealogia dos Condes de Coimbra
A Genealogia dos Condes de Coimbra procura reconstruir a estrutura familiar das dinastias que governaram o Condado de Coimbra. Sendo que as famílias distintas dos condados em Coimbra são: os Condes do Ameal, os Condes de Taveiro, os Condes de Foz de Arouce, os Condes de Fijô, o Visconde de Monte São,...

## Primeira dinastia
1. Hermenegildo Guterres, conde de Coimbra (c. 842 - 920), c.c. Ermesenda Gatones, filha de Gatón de Bierzo, e de Egilona
  1. Aldonça Mendes c.c. Guterre Ozores de Coimbra
  2. Árias Mendes, Conde de Coimbra (874 - 924), c.c. Ermesenda Gundesindes, filha de Gundesindo Eris e de Enderquina Mendes
    1. Elvira Árias c.c. Munio Guterres
    2. Enderquina “Pala” Árias

  3. Guterre Mendes, conde de Coimbra (fl. 912 - 934), c.c. Ilduara Eris, filha de Ero Fernandes, Conde de Lugo
    1. Munio Guterres, conde de Coimbra (fl. 911 - 959), c.c. Elvira Arias, filha de Árias Mendes, Conde de Coimbra
      1. Guterre Moniz, Conde de Burgos (fl. 931 - 999)
      2. Árias Moniz (fl. 948 - 973), Bispo de Dume
      3. Goto Moniz (fl. 927 - 964) c.c. Sancho Ordonhes da Galiza e Leão
      4. Ermesenda Moniz (fl. 962)
      5. Elvira Moniz (fl. 978 - 986)
      6. Gonçalo Moniz, Conde de Coimbra (fl. 928 - 981), c.c. Tutadomna Froilaz, filha de Froila Guterres
        1. Froila Gonçalves, Conde de Coimbra (fl. 994 - 1017), c.c. N.N.
          1. Gonçalo Froilaz, Conde de Coimbra (fl. 1037)

        2. Godinha Gonçalves (- a. 985) c.c. Oveco Garcia, Conde
        3. Munio Gonçalves (fl. 985 - 988)
        4. Ero Gonçalves

      7. Egas (Moniz) ? (c. 915 - 954) c.c. Dorotéia[1]
        1. Munio Viegas, o Gasco (c. 950 - 1022, Batalha de Vila Boa do Bispo), c.c. Valida Trocozendes, filha de Trocosendo Guedes
          1. Mem Moniz de Gandarei
          2. Egas Moniz de Ribadouro (977 - 1022), senhor de Ribadouro
          3. Garcia Moniz, governador de Anegia (Arouca-Penafiel) (c. 985 - a. 1066), fundador do Mosteiro de Travanca
            1. Rodrigo Garcia

          4. Gomes Moniz (X na reconquista)

        2. Sisnando Viegas, Bispo do Porto

    2. Rosendo de Celanova (907 - 977), Bispo de Mondoñedo
    3. Froila Guterres, herdeiro de vários bens em Coimbra (fl. 933 - 943), c.c. Sarracina
      1. Tutadomna Froilaz c.c. Gonçalo Moniz

    4. Ausenda Guterres c.c.(i) Ximeno Dias; c.c.(ii) Ramiro Mendes
    5. Ermesenda Guterres

  4. Elvira Mendes c.c. Ordonho II da Galiza e Leão
  5. Enderquina Mendes c.c. Gundesendo Eris, filho de Ero Fernandes de Lugo